# Seznam vodních sportů
Toto je seznam vodních sportů.

## Ve vodě
- Plavání, sportovní plavání
- Moderní pětiboj
- Skoky do vody
- Synchronizované skoky do vody
- Synchronizované plavání
- Šnorchlování
- Triatlon
- Waboba (hra s míčkem do vody)
- Vodní aerobik
- Vodní pólo
- Běhání ve vodě (aquajogging)

Na vodě:
- Závodění dračích lodí

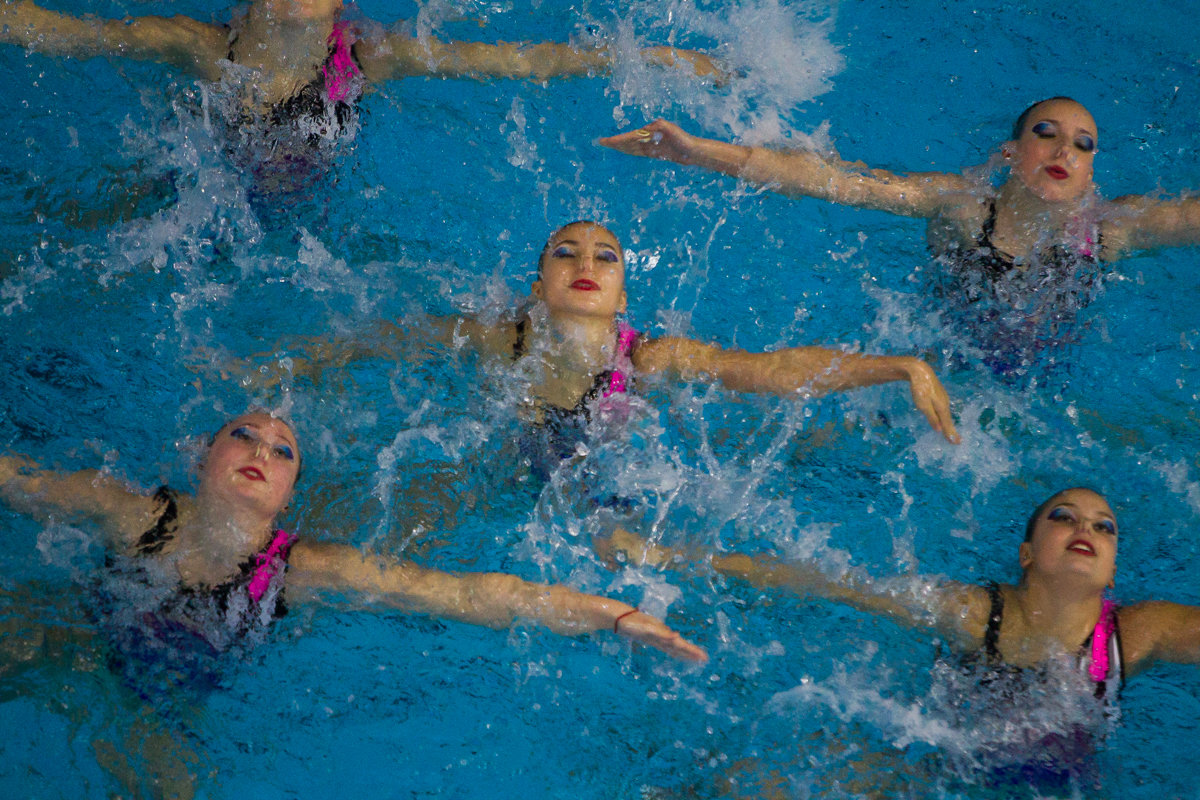
Synchronizované plavání

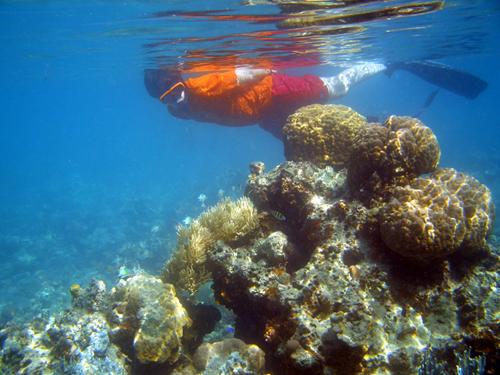
Šnorchlování

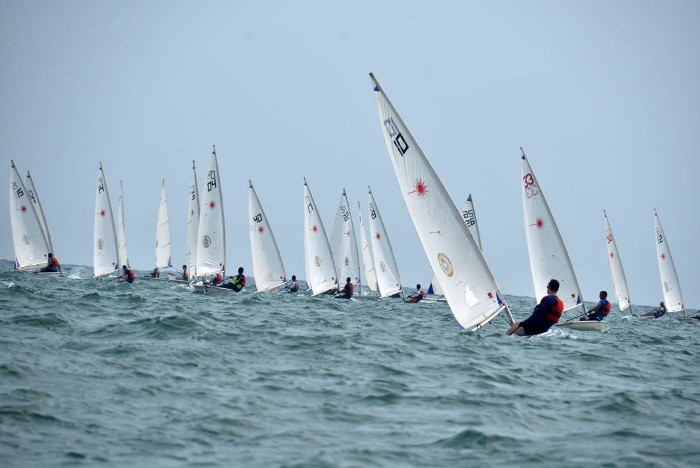
Jachting

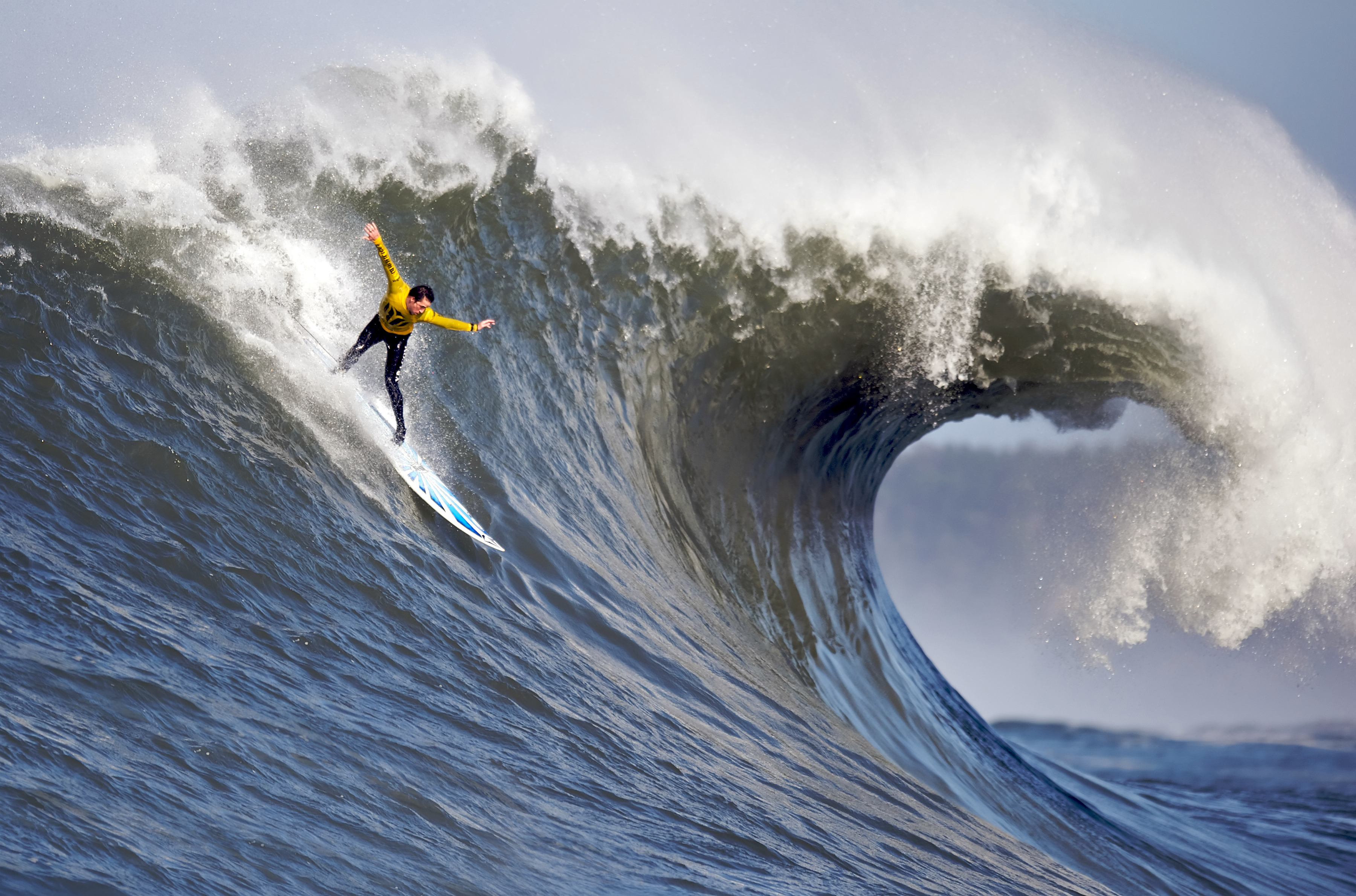
Surfing

- Flyboarding (vznášení se nad vodou s pomocí pumpování vody pod sebe)
- Jachting (jízda lodí)
- Jízda v kajaku
- Kánoe
- Kanoepolo
- Kitesurfing
- Paddleboarding
- Parasailing (visení na padáku, který je zapřáhnutý za lodí)
- Plachtění s lodí
- Picigin (chorvatská hra, u které se míček nesmí dotknout vody)
- Rafting
- Rybaření (sport i rekreace)
- Skimboarding
- Surfing
- Veslování
- Vlek na vodní sporty
- Vodní lyžování
- Jízda na vodním skútru
- Wakeboarding
- Wakesurfing
- Windsurfing

## Pod vodou

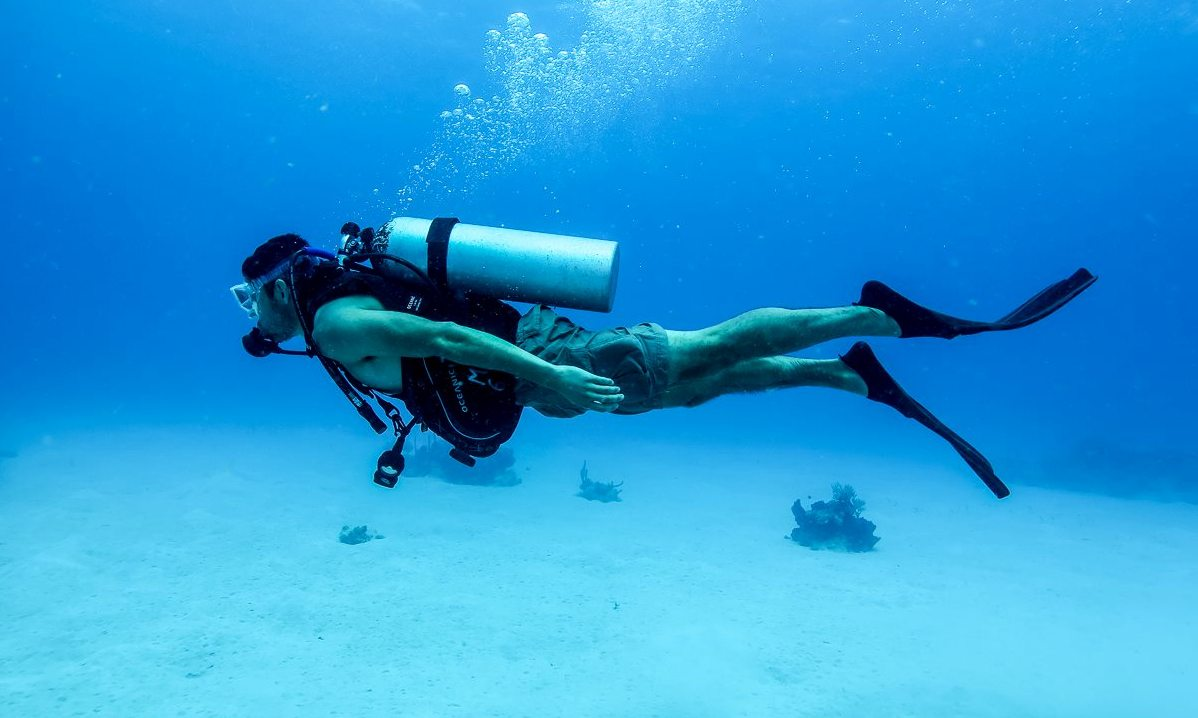
Potápění

- Pestilování (chytání s šípem do vody, v angličtině spearfishing)
- Podvodní fotbal
- Podvodní hokej
- Podvodní ragby
- Podvodní wrestling (aquathlon)
- Potápění (podvodní archeologie, podvodní fotografie)
  - Potápění do hloubky
  - Potápění do jeskyní
  - Potápění k vrakům
  - Potápění pod ledem
  - Sportovní potápění
  - Volné potápění

- Ploutvové plavání